# Xenoscapa
Xenoscapa  es un género de plantas, herbáceas, perennes y bulbosas perteneciente a la familia de las iridáceas. Está integrado por dos especies que se distribuyen desde Namibia hasta la Provincia del Cabo en Sudáfrica.

## Taxonomía
El género fue descrito por (Goldblatt) Goldblatt & J.C.Manning y publicado en Systematic Botany 20(2): 172. 1995.
Etimología
Xenoscapa: nombre genérico que deriva de las palabras griegas: 
xenos, que significa "extraño", y scapa que significa "el tallo de floración"

## Listado de especies
Las especies del género, su cita válida y distribución geográfica se listan a continuación:
- Xenoscapa fistulosa (Spreng. ex Klatt) Goldblatt & J.C.Manning, Syst. Bot. 20: 172 (1995). Nammibia  a Sudáfrica.
- Xenoscapa uliginosa Goldblatt & J.C.Manning, Syst. Bot. 20: 173 (1995). Sudáfrica.